# کوبل، آنگولا
کوبل (به انگلیسی: Cubal) شهری در استان بنگوئلا واقع در کشور آنگولا است که در سال ۲۰۰۹ میلادی ۴۱٬۱۴۲ نفر جمعیت داشته است.